# 陳貴科
陳貴科（16世紀—17世紀），號少元，廣西柳州府馬平縣人，明朝政治人物。

## 生平
陳貴科是萬曆四年（1576年）丙子科廣西鄉試舉人，獲授臨武知縣，就任後放置父親寫下的恤民詩在案志警，嚴厲約束屬下審丁刷卷、攢造查盤編徭、行錢丈田以免其從中剝削，人民賴以蘇息；又拿出自己俸祿代民繳納稅賦，開倉借糧代秋成歸還，同時在乾旱時分祈求下雨、清理一切困滯獄案、勸諭礦民三千人歸墾復業，陞儋州知州，能教化黎族人受其愛戴。

## 引用
1. 1 2  光緒《馬平縣志·卷七·人物》：陳貴科，萬厯丙子舉人，任廣東儋州知州，州在海南，黎漢雜處素稱難治，科純任德化、奬善勸良，群黎戴之。
2. ↑  同治《臨武縣志·卷三十二·政蹟志》：陳貴科，號少元，西粵馬平人，萬厯八年由舉人知臨武，公少侍父宦安仁，於民間利病靡不灼然，及來仕也父示以恤民詩，至則書置座右以志警，性勁直狷介無所隱覆，尤平恕不事撻楚，凡便於民者必求慰貼而後已，如審丁刷卷攢造查盤編徭行錢丈田諸政舊弊往往藉以剝取，公嚴飭胥史椽吏禁無染纖塵，民賴蘇息；時積穀例嚴徵牒屢下，公息訟蠲鍰獨無所積，復不欲矯時孤潔以空函報，乃輸俸循例稱塞，當路咸知之而心相許也，又故事於五六月輒預備常乎舊穀，民無宿儲為景滋甚，公於此際顧開倉發貸而購辦責償，悉於秋成以故，在民無騰貴，在官無蠧朽稱兩便焉，值歲旱禱雨輒應，疏一切積困滯獄案無留牘，又土民舊在祈邑，管楊二巖為礦丁者積歲為祈害，公單騎招還凡三千人歸墾復業，在任四年校士作人尤具藻鑒，登賢書者皆其所首拔士云。